# Campylocentrum huebneri
Campylocentrum huebneri är en orkidéart som beskrevs av Rudolf Mansfeld. Campylocentrum huebneri ingår i släktet Campylocentrum och familjen orkidéer. Inga underarter finns listade i Catalogue of Life.